# The Grudge 2
The Grudge 2 es una película de horror estadounidense dirigida por Takashi Shimizu y estrenada en 2006. Se trata de la secuela de The Grudge, filme estrenado dos años antes. Fue escrita por Stephen Susco. La película es producida por Sam Raimi y protagonizada por Amber Tamblyn, Arielle Kebbel, Jenna Dewan, Edison Chen y Sarah Michelle Gellar. Según lo indicado por Shimizu, la película no es un remake de Ju-on: The Grudge 2 y sigue una trama diferente.
La película es considerada PG-13 por la MPAA, M por la OFLC y 15 por la BBFC por su contenido de material temático maduro, imágenes inquietantes/terror/violencia y un poco de sensualidad. El filme fue estrenado en América del Norte el 13 de octubre después de ser recorrido una semana anterior a la fecha de estreno original el 20 de octubre. La película fue estrenada en el Reino Unido el 20 de octubre y en Australia el 26 de octubre de 2006.

## Argumento
Aubrey (Amber Tamblyn) llega a su casa en Pasadena, California, donde se entera por medio de su enferma madre (Joanna Cassidy) que su hermana mayor, Karen (Sarah Michelle Gellar), ha tenido un accidente en Japón. A pesar de una tensa relación, Aubrey es forzada a volar a Tokio para traer de vuelta a su hermana, donde conoce a un periodista llamado Eason (Edison Chen) que se encuentra investigando el caso. Aubrey es conducida a la habitación de Karen, donde esta le ruega que la saque de allí. Luego es atada con correas a la cama y los doctores le dicen a Aubrey que no puede verla otra vez sino hasta el día siguiente. 
Fuera de la habitación, Eason le cuenta a Aubrey que rescató a Karen de la casa en llamas y que desea escribir una historia sobre ella. Mientras tanto, en la habitación de Karen, las luces empiezan a parpadear mientras ella intenta liberarse. Kayako se levanta detrás de ella, justo cuando Karen logra liberarse de sus ataduras. Los guardias abren la puerta, dejando que Karen escape por el vestíbulo. Corre pasando a un grupo de enfermeras, donde observa que Kayako está parada detrás de ellas. Corre a un pasillo sin salida y voltea para ver las luces del final del vestíbulo parpadeando levemente, mientras Kayako se aproxima hacia ella. Karen corre rumbo a las escaleras con dirección hacia la azotea, donde vuelve a ver a Kayako; se sostiene en el borde superior de la azotea, de repente Kayako aparece a sus espaldas y la agarra. En ese momento, Aubrey está saliendo del hospital, pero Eason se le acerca y le dice que desea hablar sobre Karen. De repente ambos escuchan un sonido desde arriba, mientras Karen cae en el cemento en frente de ellos. Aubrey se derrumba de la impresión, estupefacta, mientras Eason observa a Kayako sosteniéndose sobre el cuerpo de Karen.
Aubrey se duerme en el viejo apartamento de su hermana, después de encontrarse incapaz de poder decirle a su madre lo que pasó. Eason está viendo un video, donde entrevista a Nakagawa, cuando escucha un sonido de fondo. Activa la cámara lenta para mirar con detenimiento y sube el nivel del volumen, marco por marco, cuando ve a Kayako, quien observa a Nakagawa desde el fondo. El traqueteo de la muerte se va escuchando fuertemente, forzándolo a apagar el video, al mismo tiempo que logra ver a Kayako por el reflejo del televisor. Sin embargo, cuando voltea para encontrar a Kayako, ésta ya desapareció. Eason se dirige al apartamento donde está Aubrey y le cuenta la historia de Karen y cómo él está experimentando las mismas cosas. 
Aubrey y Eason se dirigen a la residencia de los Saeki, donde Eason le pide que lo espere afuera. Eason encuentra el diario de Kayako, mientras al mismo tiempo Aubrey mira a Kayako en la ventana. Se acerca a la puerta, cuando escucha la voz de Karen diciéndole que permanezca afuera de la casa. Repentinamente, una mano la agarra y la empuja hacia adentro. Después de que él lee el diario de Kayako, los dos se dirigen al apartamento del amigo de Eason, quien es un experto en folclore japonés, y deciden hallar a la madre de Kayako. Mientras Aubrey duerme, Eason revela unas fotos del domicilio Saeki cuando sorprendentemente la tinta se expande en la bandeja, haciendo a Kayako levantarse y atacar a Eason. Aubrey despierta a la mañana siguiente y encuentra el cuerpo de Eason en el cuarto. Dirigiéndose a sacarlo, el cuerpo se convierte en Kayako y Aubrey huye de la habitación. Todas las imágenes que están colgando alrededor del cuarto muestran a Kayako, mirándola.
Aubrey es atormentada por Toshio, quien juega peek-a-boo con un anciano en un autobús, mientras viaja para encontrar a la madre de Kayako, Nakagawa Kawamata (Kim Miyori). Descubre que la madre de Kayako es una exorcista, quien alimentaría el mal que se liberaría en su hija, entonces una niña. Después de que Kayako aparece y asesina a su propia madre, Aubrey llama a su madre en Pasadena y le cuenta de la muerte de Karen. Regresa a la casa, intentando saber lo que realmente desea Kayako. Después de ver una imagen de Karen en el pasado subiendo las escaleras, asciende para ver a Takeo leyendo el diario de su esposa.De repente Takeo voltea hacia ella, mientras Aubrey intenta escapar. Se tropieza, rompiéndose el tobillo y cae sobre las escaleras. Takeo la sigue debajo de las escaleras, mientras ella gatea desesperadamente sobre ellas. Él la agarra y fractura su cuello, como lo hizo con Kayako. Mientras Aubrey intenta respirar, solamente puede hacer el mismo traqueteo de la muerte que Kayako se esfuerza por hacer. Cuando Takeo asesina a su hijo y a su gato, Kayako se materializa en una forma humana e ilesa y ve morir a Aubrey después de experimentar el mismo dolor y sufrimiento por el que pasó cuando ella murió. Pero Aubrey debido a su muerte, se convierte en Kayako y empieza a seguir a Allison hasta asesinarla junto a la familia de Jake Bell

### Las adolescentes
Allison (Arielle Kebbel) es una nueva estudiante de la Internacional High school en Tokio, donde conoce a otras estudiantes: Vanessa (Teresa Palmer) y Miyuki (Misako Uno). Ellas llevan a Allison a la casa de los Saeki para jugarle una broma. Las muchachas la convencen para entrar al armario donde se guardó el cuerpo de Kayako, y forjan la puerta para cerrarla. Después de que Allison grita, las otras jóvenes se marchan, pero ella no puede salir del armario hasta ver a Toshio y lo que parece ser  Aubrey (Kayako).
Más tarde, Allison se encuentra en clase cuando siente al gato de Toshio pasar por entre sus piernas. Entonces percibe unas manos humanas sobre sus muslos. Empujando un poco su escritorio hacia adelante, mira fijamente a Toshio enrollado en bola en sus pies. Mientras salta, se da cuenta de que no está allí, dejándola desconcertada ante sus compañeros de clase. Mientras toma asiento de nuevo, se da cuenta de que el gato de Toshio procede al escritorio de Miyuki y ambas intercambian vistazos nerviosos.
Después de que ellas regresan a la escuela, las tres estudiantes se enfrentan con las apariciones de Toshio, el gato y Kayako. Luego de tomar una ducha en la cual Kayako se le aparece a Vanessa en forma similar a la algo icónica escena en The Grudge, Vanessa mira una imagen fantasmal en el vestidor. Miyuki sale de la escuela para tener un encuentro al atardecer con su novio Michael (Shaun Sipos) en un hotel del amor. Mientras Michael está en la ducha, Miyuki siente algo agarrándola debajo de las sábanas. Ella se ríe y carcajea, creyendo que es Michael. Cuando se da cuenta de que Michael ha regresado a la ducha, Miyuki echa un vistazo por debajo de las cobijas y ve a Toshio mirándola fijamente y retrocede hasta llegar al espejo que está detrás de ella. De repente, Kayako emerge del espejo y agarra a Miyuki, tirando de ella dentro del mismo. 
Luego, Vanessa y Allison son entrevistadas por la Directora Dale (Eve Gordon) sobre los acontecimientos que rodean la desaparición de Miyuki y las visitas a la casa embrujada. Allison entra en sentimentalismo y sale seguida de la directora, mientras Vanessa le envía un mensaje de texto a Miyuki. Comienza a ser atormentada por Toshio y el gato, quienes la conducen lejos de la escuela hasta una cabina telefónica, donde es consumida por la cabellera de Kayako y muere.
Allison es llamada de nuevo a la oficina de la directora, donde ella revela su creencia en que ella y cualquiera que entre en el domicilio de los Saeki serían malditos. La Directora Dale revela que fue a la vivienda, mientras unas versiones fantasmales de Miyuki y Vanessa aparecen. Luego la Directora Dale se convierte en fantasma y avanza sobre Allison.

### Chicago
En Chicago, Bill (Christopher Cousins) se casó recientemente con Trish (Jennifer Beals), y ella se está mudando en el apartamento que comparte con sus hijos Lacey (Sarah Roemer) y Jake (Matthew Knight). Mientras Lacey y su amiga Sally (Jenna Dewan) son amistosas con Trish, Jake es distante. El jovencito se preocupa cuando el hijo de sus vecinos, los Fleming, se muda posteriormente estando en una situación insana. Por la noche, es despertado por una serie de ruidos de golpes provenientes del departamento de los Fleming. Curioso, sigue a uno de los arrendatarios de los apartamentos y ve a una persona, quien usando una sudadera, está obteniendo los viejos periódicos de la basura. Cuando la persona se marcha, Jake se oculta detrás de un objeto. Se da cuenta de un par de pies que siguen a la persona hacia fuera del sótano. Jake vuelve a mirar, dándose cuenta de que no hay nadie detrás de la persona. Después de que Bill se dirige al trabajo, y de que sus hijos se dirigen a la escuela, Jake nota que todas las ventanas en el departamento de los Fleming están cubiertas con periódicos. Bill, dudando de la fidelidad de su esposa, vuelve a casa inesperadamente, bajo pretexto de haber olvidado las llaves, solo para encontrar a Trish en el teléfono con un compañero de trabajo al que ella identifica como Nate. Se revela que Bill está exprimiendo fuertemente sus llaves que están cortado sus manos, aunque Trish no lo nota.
Después de la escuela, Lacey decide presumirle su conjunto de ropa de porrista a Sally, quien parece enferma. Posteriormente, Sally bebe leche y la regresa de la misma manera que el gato de Toshio había sido visto en otras partes de la película. Lacey regresa a casa y encuentra a Jake temblando en el armario, asustado porque Bill y Trish han estado peleando. Jake es despertado de nuevo por golpes en las paredes, y bajo nueva inspección, descubre que su vecino que usa la sudadera es una joven, que está golpeando su brazo contra la pared mientras furiosamente corta su propio cabello. Luego de ver unos ojos fantasmales, Jake vuelve a casa y pasa la noche con su hermana. Esta noche Toshio aparece en la cama de Sally.
La mañana siguiente, después de que Trish escucha golpes de la puerta de junto, comienza a preparar el desayuno bajo un estado de trance. Bill la acusa de tener un romance, pero ella no responde. Después de que Bill la crítica por quemar el tocino, Trish vierte el aceite del sartén sobre su cabeza, asesinándolo luego con un golpe en la nuca. Lace y Jake regresan a casa, la cual está sucia y oscura, mientras los golpes de la puerta de al lado continúan. Mientras su hermana busca una linterna, Jake descubre el cuerpo de su padre. Buscando a su hermana, Jake descubre que la han ahogado en la tina. Mientras escucha a Trish diciendo su nombre, Jake procura restablecer a su hermana. Una Trish ya muerta, se levanta de la tina, diciéndole que es hora de su baño, antes de que Toshio tire de ella por debajo del agua.
Jake huye de su apartamento mientras escucha ruidos que provienen del departamento de los Fleming. La muchacha en la sudadera resulta ser Allison, frecuentada por Vanessa y Miyuki, desde la escuela en Tokio. Con una serie de retrocesos, se explica que el fantasma que Allison vio en la casa era realmente el espíritu de Aubrey Davis. Jake la acusa de traer algo con ella, y le confirma que "ellos" la han seguido a Chicago. Allison ve a Kayako descender por la escalera del vestíbulo, pero Jake ve a Kayako dentro de la capa de la sudadera de Allison. Las manos de Kayako emergen de la capa y tiran de Allison en su ropa desapareciendo su cuerpo. Jake alcanza la sudadera mientras una mano fantasmal agarra su brazo; Kayako se levanta de la capa balanceándose hacia él mientras la película termina. 

## Cronología
The Grudge 2 no sigue una línea del tiempo consecutiva, pues los acontecimientos toman lugar en diferentes tiempos que se enlazan uno entre otro.

## Reparto
- Sarah Michelle Gellar como Karen Davis
- Amber Tamblyn como Aubrey Davis / Kayako Saeki
- Takako Fuji como Kayako Saeki
- Matthew Knight como Jake Kimble
- Ohga Tanaka como Toshio Saeki
- Teresa Palmer como Vanessa
- Edison Chen como Eason Ito
- Takashi Matsuyama como Takeo Saeki
- Arielle Kebbel como Allison Fleming
- Misako Uno como Miyuki Nazawa
- Eve Gordon como Directora Dale
- Jennifer Beals como Trish Morello
- Sarah Roemer como Lacey Kimble
- Christopher Cousins como Bill Kimble
- Jenna Dewan como Sally Johnson
- Kim Miyori como Nakagawa Kawamata
- Ryo Ishibashi como Detective Nakagawa
- Shaun Sipos como Michael Daniels
- Yuya Ozeki Se utilizaron flashbacks de Toshio de The Grudge
- Paul Jarrett como John Fleming

## Producción
The Grudge 2 fue anunciado 3 días después del estreno de The Grudge en 2004 y fue oficialmente fast-tracked después de una respuesta positiva de taquilla con  $ 110,175,871 USD de ganancias en bruto. A principios de enero de 2005 Takashi Shimizu sugirió ideas con respecto al argumento del filme. Las ideas incluyeron el origen de la maldición y subargumentos de los nuevos personajes.
La película fue colocada como casi un production hell por un año hasta diciembre de 2005, donde algunos de los primeros miembros del reparto (Sarah Michelle Gellar y Teresa Palmer) hicieron casting. Otros detalles de la producción fueron también revelados incluyendo la fecha original programada para la fotografía principal que debía comenzar el 30 de enero de 2006 pero fue pospuesto hasta febrero. El rodaje para The Grudge 2 fue llevada a cabo en los Toho Studios en Tokio, Japón y la producción envuelta sobre el 25 de abril de 2006. Durante una entrevista en Dread Central con Amber Tamblyn, fue divulgado que los sets fueron creados en Chicago, Illinois para varias escenas re-filmadas de Tamblyn.

### Historia de la producción
- 24 de octubre de 2004 - El filme dio luz verde por Sony Pictures después de que The Grudge tuvo una positiva respuesta de la taquilla en América del Norte.
- 4 de diciembre de 2005 - Varios detalles emergieron en línea con el set de la producción de la película a empezarse el 30 de enero de 2006.
- 5 de diciembre de 2005 - Fue confirmado que Sarah Michelle Gellar regresaría para interpretar el rol de Karen Davis.
- 24 de enero de 2006 - Fue confirmado que Amber Tamblyn sería la protagonista, interpretando a la hermana de Karen Aubrey Davis.
- 10 de febrero de 2006 - Varios miembros más del reparto se fueron incorporando, incluyendo a Jennifer Beals, Arielle Kebbel y Teresa Palmer.
- 13 de marzo de 2006 - Matthew Knight y Shaun Sipos fueron añadidos en el reparto.
- 22 de marzo de 2006 - Eve Gordon, Edison Chen, Takako Fuji, Ryo Ishibashi y Misako Uno fueron incorporados en el reparto.
- 1° de abril de 2006 - El teaser site fue creado en línea y la fecha de estreno fue establecida para el 13 de octubre de 2006.
- 16 de abril de 2006 - Sarah Michelle Gellar filmó su rol en el 53° día de un total de 64 días de filmación.
- 25 de abril de 2006 - La película terminó su producción y entró a la fase de posproducción.
- 15 de mayo de 2006 - Las primeras escenas de la película se encontraron en Internet.
- 31 de mayo de 2006 - Se realizó la presentación y estreno del cartel promocional de la película.
- 24 de julio de 2006 - El tráiler fue presentado de antemano en el Comic Con 06.
- 1° de agosto de 2006 - El tráiler es un hit en la red.[20]
- 18 de septiembre de 2006 - El Web site completo estuvo disponible para el público.

### Diferencias deJu-on: The Grudge 2
El director Takashi Shimizu indicó en una entrevista con Sci Fi Wire: 
En inglés: "For The Grudge 2, I was going for this mystery that was never there in The Grudge, and I think that's going to fulfill the audience. ... There's a secret about Kayako's childhood life, so that's part of the big mystery. And the other mystery is, this grudge will never stop, and it's going to... spread. And how is it going to get spread? That's 
another mystery."
En español: "Para The Grudge 2 estaba yendo para este misterio que nunca estaba allí en The Grudge, y pienso que va a satisfacer a las audiencias. ...Hay un secreto acerca de la vida de la niñez de Kayako, así que es parte del gran misterio. Y el otro misterio es, este rencor que nunca parará, y será... propagado. Y ¿cómo conseguirá la difusión? Ése es otro misterio."
También indicó que:
En inglés: "The Grudge was a complete remake of Ju-on, meaning the storyline was very similar. Basically, it's the same. But Grudge 2 is actually different from Ju-on 2, and I don't think I would have accepted this job if it was going to be the same storyline. And because it was a different story, you know, my motivation was a bit higher, and I actually enjoy doing this."
En español: "The Grudge fue un completo remake de Ju-on, significando que el argumento fue muy similar. Básicamente, es el mismo. Pero Grudge 2 es realmente diferente de Ju-on: The Grudge 2, no pienso que habría aceptado este trabajo si iba a ser el mismo argumento. Y porque fue una historia diferente, sabes, mi motivación fue un poco superior, y gozo realmente el hacer esto."

## Promoción

### Teaser Site
El 1° de abril un teaser site fue estrenado con detalles que revelaban la fecha de estreno para el 13 de octubre. Muchos sitios de foros de bases de datos como IMDb fueron hundidos con afirmaciones de que Sony estaba jugando una broma del Pez de abril. Algunos días más adelante, la autenticidad del sitio fue probada, y las afirmaciones de que fue un hoax fueron desmentidas.

### Archivo del desaparecido: Jason C
Para promover la película, Sony lanzó unos archivos de desaparecidos en su blog oficial que indicaban que un estudiante de cine conocido como "Jason C" desapareció algunas semanas después de visitar el set de la película. El blog originalmente emitía entrevistas con las estrellas de cine incluyendo Sarah Michelle Gellar y Amber Tamblyn pero ha sido asumido por su compañero de habitación que archivó el informe.

### Cortometrajes
El 19 de septiembre de 2006 Yahoo! Movies fue el primer sitio en estrenar tres cortometrajes titulada "Tales from the Grudge" con una introducción de uno de los productores de The Grudge Sam Raimi. La serie de cortos se amplía en la historia de la maldición de The Grudge. Los cortos también aparecen en el sitio oficial de la película Sony Pictures Entertainment, aquí los fanes que ofrecen voluntariamente su número telefónico móvil, reciben llamadas sorpresa de Kayako o Toshio. Los filmes también están disponibles en otra película y sitios web relacionados con el cine de horror como parte de una ancha llegada y una estrategia digital única para el marketing en Internet.
Los filmes fueron dirigidos por Toby Wilkins (Sitio oficial, página de IMDb), y escritos por Ben Ketai.

#### Tales from The Grudge
Estos cortometrajes están también disponibles en la sección de "Características Especiales" del DVD. Hay una introducción de Sam Raimi.
- Parte 1: Hotel - Es la primera en la serie de los cortos. Introduce a Ross (interpretado por Daniel Sykes) mientras despierta en el cuarto de un hotel de Tokio y tose algunas cantidades del cabello negro de Kayako (una posible referencia a The Ring/La señal). Despierta de esta pesadilla al sonido de su teléfono móvil al cual contesta a la voz de su novia, Abby (interpretada por Stefanie Butler) quien está a salvo en su casa de los Estados Unidos. Ross explica que sus intentos de investigar la casa y a la mujer con el cabello negro largo tienen que llevar a un callejón sin salida. Cuando la llamada telefónica termina, quedamos con Ross mientras se toma una foto con su teléfono móvil. No se da cuenta de que Kayako pasa detrás de él en el preciso momento en que la toma. Entonces le envía la foto a Abby. Luego Ross va a cepillar sus dientes y encuentra el pelo negro en su cepillo de dientes antes de ser agarrado a través del espejo por Kayako (interpretada por Anna Moon).

- Parte 2: School - Es el segundo cortometraje en el cual seguimos la historia de Abby mientras termina la llamada telefónica del primer corto. Posteriormente Abby procede a llamar a su amiga, Brooke (interpretada por Ginny Weirick), para preguntarle sobre sus planes de la tarde. Cuando la llamada telefónica termina, Abby recibe un mensaje fotográfico de su novio Ross (del primer corto). Cuando Abby mira de cerca la imagen, ve que Kayako está en la habitación del hotel con Ross. Abby intenta llamar a su novio y advertirle, pero solo escucha a Kayako y luego cuelga. Abby recorre la mirada sobre la muchacha que estaba sentándose al lado de ella y descubre que es Kayako.

- Parte 3: House - Es el tercer cortometraje que coincide en parte con los sucesos en la Escuela. El filme abre con Brooke (según lo relatado en el segundo corto) recibiendo una llamada telefónica de Abby. Mientras la llamada termina, Brooke se pone de acuerdo para jugar al escondite con el niño, Josh, al cual está cuidando y escoge un armario como su lugar de escondidas. Pronto Brooke se encuentra atrapada y es arrastrada violentamente al inframundo por Kayako. Después Josh se levanta y dice "¡Sal, sal, de donde quiera que estés!" antes de que el teléfono celular de Brooke comience a sonar.

## Estreno

### Premier
The Grudge 2 se estrenó en el Knott's Berry Farm en Buena Park, California el 8 de octubre de 2006. Durante la premier, el parque temático fue abierto al público y presentó un laberinto de Grudge 2 como parte de su 2006 Halloween Haunt.

### Recepción
La película fue uno de tres filmes no vistos por los críticos de cine en la fecha de estreno (los otros incluyen a The Marine y One Night with the King). La película tiene una frescura del 11% en Rotten Tomatoes (7 de un total de 59 críticas, la contaron como fresca).
El filme ha recibido un inclinado promedio de rating de 4.4/10 en la Internet Movie Database. La película ha recibido comentarios de severos críticos con respecto a un argumento pobre. Keith Phipps de The A.V. Club indicó, "While The Grudge 2 deserves some credit for creating and sustaining a creepy atmosphere, it doesn't matter much when the plot doesn't go anywhere" (Mientras The Grudge 2 merece algunos créditos por crear y sostener una atmósfera espeluznante, no importa mucho cuando el argumento no va a algún lugar). Pete Vonder Haar de Film Threat indicó, "The same problems that plagued the original are on display here. Most notably, the lack of any coherent plot" (Los mismos problemas que plagaron la original están aquí en la exhibición. Lo más notable, la falta de cualquier argumento coherente). Paul Debrudge de Variety indicó, "The Story is incidental, as auds merely anticipate the scares" (La historia es incidental, pues los audios anticipan simplemente los sustos). Tim Goernert de JoBlo indicó, "For the most part, I found it really hard to follow the story as well, as there were three of them happening at the same time" (Para la mayor parte, encontré realmente difícil seguir la historia también, pues había tres de ellos que ocurrían al mismo tiempo).
La película también se ha criticado como siendo una delicia para la vista. Terry Lawson de Detroit Free Press indicó, "The Grudge 2 is just a mélange of images, some mildly disturbing, but mostly just variations on a theme" (The Grudge 2 es sólo un mélange de imágenes, algunas suavemente disturbantes, pero sobre todo variaciones justas en un tema). El filme ha generado "generally negative reviews" (críticas generalmente negativas) con un puntaje medio de 34/100 en Metacritic y 4.2/10 de los miembros.

### Taquilla
El filme abrió en 3,211 cines y se esperaba que genere $27 Millones USD en el fin de semana del 13 al 15 de octubre pero generó $10,018,039 en su día de apertura y $20.8 millones en su fin de semana de apertura. La cinta mostró un poder que permanecía excepcionalmente pobre y ganó $39.1 millones en América del Norte haciéndola la primera película en estrenarse sobre $20 millones con todo para ganar en total menos del 50% de sus ganancias después de la semana de apertura. Es evidente que también fijó fácilmente el récord por tener una entrada bruta baja de $20 millones de apertura. Ganó $30 millones adicional e internacionalmente.

### Secuela
Durante la posproducción de la película, Takashi Shimizu discutió ideas para crear otra secuela, "During the script meeting, Our ideas didn't go anywhere good, and we couldn't come up with anything interesting to stop the curse, so if that's the case, I would rather just go for something that could never be stopped. But who knows, maybe something can be stopped in The Grudge 3" (Durante las reuniones de la escritura, nuestras ideas no fueron en algún lugar bueno, y no podría surgir con algo interesente para detener la maldición, si tal cual es el caso, yo preferiría solamente ir con algo que nunca podría ser detenido. Pero quién sabe, algo se puede detener quizás en The Grudge 3). Durante el Comic-Con 06, Sony anunció oficialmente planes de crear la secuela. Shimizu indicó que está ofrecido a dirigir la secuela pero que produciría la película en lugar de eso.

### Información de Estrenos
| País             | Rating |
| ---------------- | ------ |
| Australia        | M      |
| Canadá (Ontario) | 14A    |
| Indonesia        | Dewasa |
| Malasia          | 18SG   |
| Filipinas        | R-13   |
| Singapur         | NC-16  |
| Reino Unido      | 15     |
| Estados Unidos   | PG-13  |

La siguiente es una lista de la fecha de estreno de la película a nivel mundial.
| País         | Fecha                   | Notas                                               |
| ------------ | ----------------------- | --------------------------------------------------- |
| Países Bajos | 13 de octubre de 2006   |                                                     |
| Canadá       | 13 de octubre de 2006   |                                                     |
| USA          | 13 de octubre de 2006   |                                                     |
| Malasia      | 13 de octubre de 2006   |                                                     |
| Reino Unido  | 20 de octubre de 2006   |                                                     |
| Filipinas    | 22 de octubre de 2006   |                                                     |
| Australia    | 26 de octubre de 2006   |                                                     |
| Alemania     | 26 de octubre de 2006   |                                                     |
| Brasil       | 27 de octubre de 2006   |                                                     |
| Suecia       | 27 de octubre de 2006   |                                                     |
| Finlandia    | 3 de noviembre de 2006  |                                                     |
| México       | 3 de noviembre de 2006  |                                                     |
| España       | 3 de noviembre de 2006  | (Festival Internacional de Cinema Negre de Manresa) |
| Panamá       | 24 de noviembre de 2006 |                                                     |
| Croacia      | 7 de diciembre de 2006  |                                                     |
| Francia      | 27 de diciembre de 2006 |                                                     |
| Argentina    | 4 de enero de 2007      | (Buenos Aires) (premier)                            |
| España       | 23 de febrero de 2007   |                                                     |

En España la fecha fue confirmada por Aurum, quien la distribuye.

### DVD
The Grudge fue estrenado en DVD y UMD video para el PlayStation Portable el 6 de febrero de 2007. Ambos están disponibles en formatos clasificados y no clasificados del director's cut. El formato no clasificado es 6 minutos más largos que la versión clasificada. En España, saldrá a la venta el 20 de junio del 2007.
Ambos formatos de DVD incluyen los siguientes suplementos: 
- Tales from The Grudge (Cuentos de The Grudge)
- Cast & Crew reel change montaje (Montaje de cambio de rollo del reparto y equipo)
- Four Featurettes: (Cuatro características especiales)
  - Holding a Grudge: Kayako & Toshio (Deteniendo un rencor: Kayako y Toshio)
  - East meets west (El Este conoce al Oeste)
  - Grudge 2 Storyline Development (Desarrollo del argumento de Grudge 2)
  - Ready when you are: Mr. Shimizu (Cuando estes listo: Sr. Shimizu)
- Deleted Scenes (Escenas suprimidas)